# Prostředník (prst)

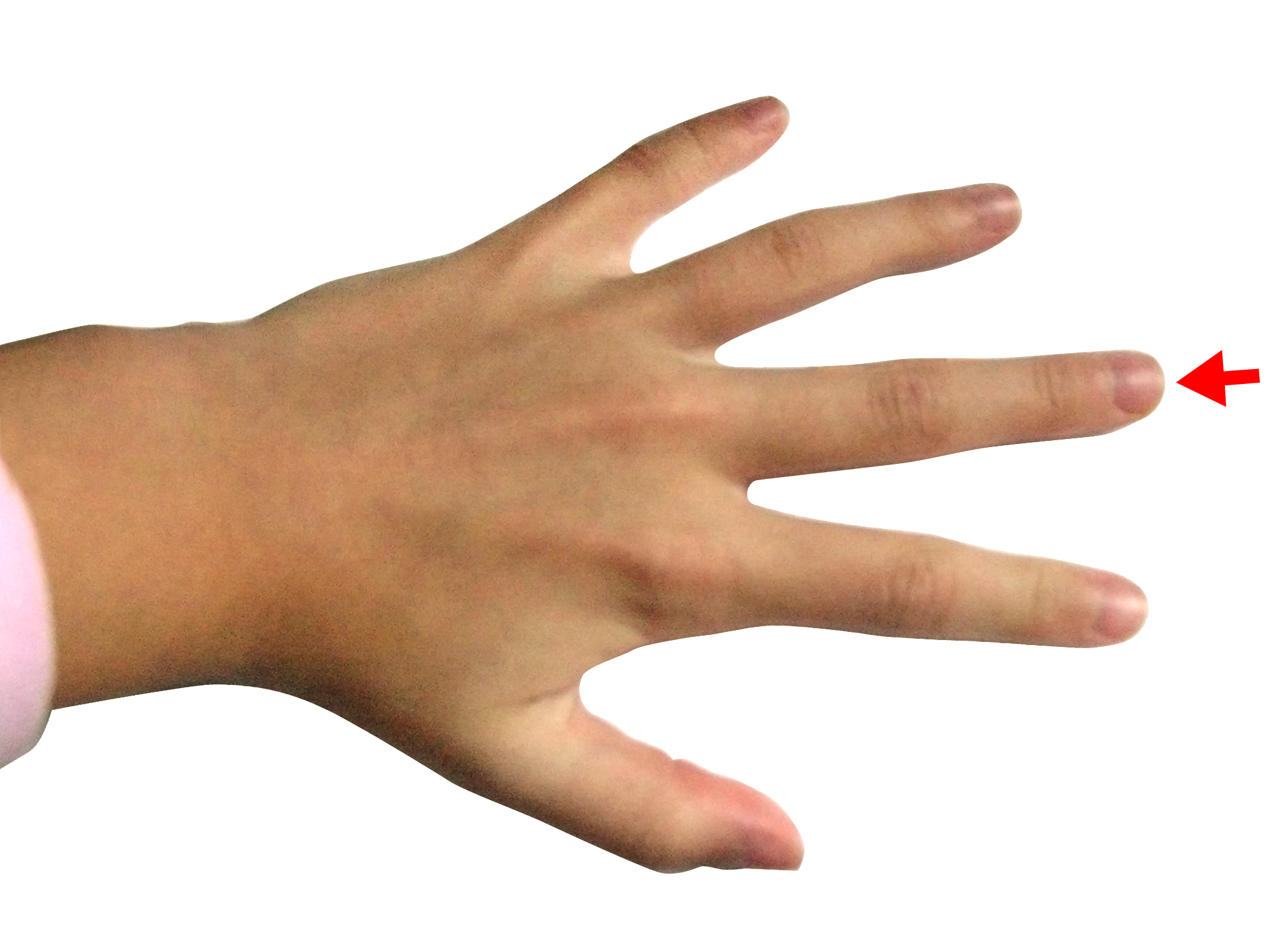
Prostředník (vyznačen šipkou)

Prostředník (latinsky digitus medius nebo digitus tertius) je prostřední z pěti prstů lidské ruky. Sousedí s ukazovákem a prsteníkem. Obvykle je z prstů nejdelší. Na úrovni záprstí jeho záprstní kost navazuje na hlavatou kost. Zdvižený prostředník je používán jako vulgární gesto.